# Busca el teu refugi
Busca el teu refugi (títol original en anglès: Run for Cover) és un western estatunidenc de Nicholas Ray, estrenada el 1955. Ha estat doblat al català.

## Argument[2]
Quan Matt Dow surt de la presó, simpatitza amb Davey Bishop, a qui coneix per casualitat. Tots dos són víctimes d'una emboscada en el transcurs de la qual Davey és ferit. És cuidat a la granja dels Swenson, on Helga s'enamora de Matt. Aquest accepta el lloc de xèrif que se li proposa. Però aviat el passat torna a la superfície quan la banda de Gentry, vell associat de Matt, arriba a la ciutat per venjar-se d'ell.

## Repartiment
- James Cagney: Matt Dow
- Viveca Lindfors: Helga Swenson
- John Derek: Davey Bishop
- Jean Hersholt: Mr. Swenson
- Grant Withers: Gentry
- Jack Lambert: Larsen
- Ernest Borgnine: Morgan
- Ray Teal: xèrif
- Irving Bacon: Scotty
- Trevor Bardette: Paulsen
- John Miljan: Major Walsh
- Gus Schilling: Doc Ridgeway
- Phil Chambers: Andrew, el còmplice de Morgan